# 塩化タングステン(II)
塩化タングステン(II)は、タングステンの塩化物で化学式WCl2で表される物質

## 生成
タングステンに塩素を反応させると生成される。
{\displaystyle {\ce {W\ + Cl2 -> WCl2}}}